# ميكي سمنر
ميكي سمنر (بالإنجليزية: Mickey Sumner)‏ هي ممثلة بريطانية، ولدت في 19 يناير 1984 بلندن في المملكة المتحدة.

## أعمال

### أفلام
- (2012) فرانسيس ها[5]
- (2015) نهاية الرحلة

## وصلات خارجية
- ميكي سمنر على موقع IMDb (الإنجليزية)
- ميكي سمنر على موقع ميتاكريتيك (الإنجليزية)
- ميكي سمنر على موقع روتن توميتوز (الإنجليزية)
- ميكي سمنر على موقع ألو سيني (الفرنسية)
- ميكي سمنر على موقع ميوزك برينز (الإنجليزية)
- ميكي سمنر على موقع أول موفي (الإنجليزية)
- ميكي سمنر على موقع قاعدة بيانات الفيلم (الإنجليزية)